# نوبست (قلعة قاضي)
نوبست (بالفارسية: نوبست) هي قرية تقع في إيران في قسم قلعة قاضي الريفي. يقدر عدد سكانها بـ 309 نسمة بحسب إحصاء 2016.